# Batalla del Strėva
La batalla del Strėva, Strebe o Strawe la disputaron el 2 de febrero de 1348 la Orden Teutónica y el Gran Ducado de Lituania, aún no cristianizado, a orillas del río Strėva, afluente septentrional del Neman, cerca de la moderna Žiežmariai. El cronista Wigand de Marburgo presentó la batalla como una gran victoria de los caballeros teutones y afirmó que en la lid perecieron dieciocho mil lituanos frente a tan solo ocho caballeros y sesenta soldados del bando vencedor. Se cree que Narimantas y Manvydas, dos hijos de Gediminas, el gran duque lituano, perdieron la vida en el choque.

## Campaña y batalla
Los caballeros teutones habían recibido grandes refuerzos de cruzados franceses e ingleses en 1347, debido a que se había firmado una tregua entre los contendientes de la guerra de los Cien Años. Emprendieron la expedición contra los lituanos a finales de enero de 1348, pero el mal tiempo impidió que el grueso del ejército avanzase más allá de Insterburg. Un pequeño ejército al mando de Winrich von Kniprode, futuro gran maestre de la orden, invadió y taló la Lituania central (probablemente las comarcas de Semeliškės, Aukštadvaris y Trakai) durante una semana antes de tener que hacer frente a una hueste enemiga. El ejército lituano contaba con contingentes de sus territorios orientales (Volodímir-Volinski, Vítebsk, Polotsk ySmolensk), lo que demuestra que el ejército se había reunido con anterioridad al choque, probablemente para llevar a cabo una campaña en territorio teutón.
Los caballeros teutones se hallaban en una posición apurada: solo podían cruzar el Strėva, por entonces congelado, en pequeños grupos y cuando el grueso del ejército lo hubiese hecho. el resto sería aniquilado por el enemigo. Sin embargo, contaban con escasos abastos y no podían posponer la operación. Los lituanos, acaudillados por Kęstutis o Narimantas, también andaban escasos de víveres y se decidieron a acometer al enemigo con flechas y jabalinas, armas con las que le infligieron copiosas bajas. Pese a esto, en el momento crítico los teutones contraatacaron con la caballería pesada y desbarataron la formación lituana. Se afirma que tantos lituanos perecieron ahogados en el río que los teutones pudieron cruzarlo sin mojarse los pies, pasando sobre los cadáveres. Esta afirmación ha hecho dudar de la fiabilidad de la fuente en la que se narra el combate, puesto que el Strėva es un río somero, especialmente en invierno, en el que es difícil que se ahogue mucha gente a un tiempo.

## Consecuencias
La derrota debilitó a los lituanos: ese mismo año, los caballeros teutones saquearon la comarca de Šiauliai sin encontrar oposición y destruyeron un castillo en Veliuona. Por añadidura, en el este, Lituania perdió influencia en Pskov y Nóvgorod en 1348 y en Smolensk el año siguiente. Los teutones atribuyeron la victoria a la Virgen María y en su honor el gran maestre Winrich von Kniprode fundó un convento cisterciense en Königsberg y un monasterio franciscano en Wehlau. Sin embargo, los teutones no pudieron aprovechar completamente el descalabro lituano a causa de dos motivos fundamentales: el fallecimiento en 1353 del gran maestre Heinrich Dusemer, que había tenido mala salud, y la extensión de la peste negra.